# Tom Gries
Tom Gries (* 20. Dezember 1922 in Chicago, Illinois als Thomas Steven Gries; † 3. Januar 1977 in Pacific Palisades, Kalifornien) war ein US-amerikanischer Regisseur und Drehbuchautor.

## Leben
Gries studierte an der Georgetown University. Während des Zweiten Weltkriegs diente er bei den US-Marines und arbeitete nach seinem Ausscheiden als Reporter für eine Zeitung in Chicago. Seine Karriere im Filmgeschäft begann er 1952 als associate producer. Er verfasste auch Drehbücher und gab 1951 sein Debüt mit dem Film … jetzt wird abgerechnet. Vor allem in den 1960er Jahren inszenierte er zahlreiche Episoden verschiedenster Fernsehserien, u. a. auch für die Serie Tennisschläger und Kanonen. Zunehmend drehte er auch Fernsehproduktionen, darunter Filme wie Helter Skelter aus dem Jahre 1976, aber auch einige Kinofilme.
Zeitlebens drehte Gries mit den verschiedensten Filmstars, darunter Donald Sutherland, Charles Bronson und Charlton Heston sowie zwei Mal mit Bruce Dern.
1964 sowie 1972 wurde er mit dem Emmy ausgezeichnet.
Tom Gries war insgesamt drei Mal verheiratet. Seine erste Ehefrau von 1958 bis 1960 war die Schauspielerin Marla English. Aus dieser Beziehung stammt ein Kind. Die folgenden drei Jahre war er mit Alice King verheiratet, diese Ehe blieb kinderlos. 1969 heiratete Gries die Schauspielerin Yvonne Gilbert. Aus der Ehe ging ein Kind hervor, sie hielt sechs Jahre lang.
Seine letzte Regiearbeit konnte er nicht mehr vollenden, da er während der Dreharbeiten einem Herzinfarkt erlag. Monte Hellman stellte das Projekt Ich bin der Größte über Muhammad Ali 1977 fertig.
Gries' Sohn Jon Gries ist als Schauspieler tätig.

## Filmografie
- 1951: … jetzt wird abgerechnet (The Bushwhackers) (Drehbuch)
- 1954: Serpent Island
- 1955: Hell's Horizon
- 1955–1956: Geschichten, die der Alltag schrieb (TV Reader's Digest) (Fernsehreihe, 3 Folgen)
- 1956: Stage 7 (Fernsehserie, 1 Folge)
- 1956: Cavalcade of America (Fernsehserie, 1 Folge)
- 1956: Science Fiction Theatre (Fernsehreihe, 5 Folgen)
- 1956: Chevron Hall of Stars (Fernsehreihe, 1 Folge)
- 1956–1957: Wire Service (Fernsehserie, 8 Folgen)
- 1957: Alcoa Theatre (Fernsehreihe, 1 Folge)
- 1957: Meet McGraw (Fernsehserie, 1 Folge)
- 1957–1958: Richard Diamond, Privatdetektiv (Richard Diamond, Private Detective) (Fernsehserie, 4 Folgen)
- 1958: State Trooper (Fernsehserie, 3 Folgen)
- 1958: The Court of Last Resort (Fernsehreihe, 1 Folge)
- 1958: Girl in the Woods
- 1958: Wilder Westen Arizona (Tombstone Territory) (Fernsehserie, 3 Folgen)
- 1958: Target (Fernsehserie, 1 Folge)
- 1959: Mustang!
- 1960: Gefährliche Experimente (The Man and the Challenge) (Fernsehserie, 1 Folge)
- 1960: Johnny Ringo (Fernsehserie, 2 Folgen)
- 1960: Abenteuer im Wilden Westen (Zane Grey Theatre) (Fernsehreihe, 2 Folgen)
- 1961: The Law and Mr. Jones (Fernsehserie, 1 Folge)
- 1961: Adventies in Paradise (Fernsehserie, 2 Folgen)
- 1962: Father of the Bride (Fernsehserie, 1 Folge)
- 1962: Checkmate (Fernsehserie, 2 Folgen)
- 1962: Cain's Hundred (Fernsehserie, 3 Folgen)
- 1962: Kein Fall für FBI ((The Detectives) (Fernsehserie, 2 Folgen)
- 1962–1963: Route 66 (Fernsehserie, 4 Folgen)
- 1962–1963: Stoney Burke (Fernsehserie, 7 Folgen)
- 1963: The Travels of Jaimie McPheeters (Fernsehserie, 1 Folge)
- 1964: Preston & Preston (Fernsehserie, 1 Folge)
- 1964: The Nurses (Fernsehserie, 1 Folge)
- 1964: East Side/West Side (Fernsehserie, 4 Folgen)
- 1964: The Reporter (Fernsehserie, 2 Folgen)
- 1965: Bob Hope Presents The Chrysler Theatre (Fernsehreihe, 1 Folge)
- 1965: For the People (Fernsehreihe, 1 Folge)
- 1965: Stunde der Entscheidung (Kraft Suspense Theatre) (Fernsehreihe, 2 Folgen)
- 1965: Combat! (Fernsehserie, 3 Folgen)
- 1965: Solo für O.N.K.E.L. (The Man from U.N.C.L.E.) (Fernsehserie, 1 Folge)
- 1965: Trials of O’Brien (Fernsehserie, 1 Folge)
- 1965: Privatdetektivin Honey West (Honey West) (Fernsehserie, 1 Folge)
- 1966: Die Sieview – In geheimer Mission (Voyage to the Bottom of the Sea) Fernsehserie, 1 Folge)
- 1966: Der Mann ohne Namen (Am Man Called Shenandoah) (Fernsehserie, 2 Folgen)
- 1966: Batman (Fernsehserie, 4 Folgen)
- 1966: The Rat Patrol (Fernsehserie, 1 Folge)
- 1966: Die Monroes (The Monroes) (Fernsehserie, 2 Folgen)
- 1966: Kobra, übernehmen Sie (Mission: Impossible) (Fernsehserie, 1 Folge)
- 1966: Gefährlicher Alltag (The Felony Squad) (Fernsehserie, 1 Folge)
- 1966: Diese Pechvögel (The Rounders) (Fernsehserie, 2 Folgen)
- 1967: Tennisschläger und Kanonen (I Spy) (Fernsehserie, 2 Folgen)
- 1967: Garrison's Gorillas (Fernsehserie, 1 Folge)
- 1968: Der Verwegene (Will Penny)
- 1968: 100 Gewehre (100 Rifles)
- 1969: Number One
- 1970: Fools
- 1970: Herrscher der Insel (The Hawaiians)
- 1971: Killersatelliten (Earth II) (Fernsehfilm)
- 1972: Das Glashaus (The Glass House) (Fernsehfilm)
- 1972: Journey through Rosebud
- 1973: The Connection (Fernsehfilm)
- 1973: Diamantenlady (Lady Ice)
- 1973: Gefährlicher Ruf (Call to Danger ) (Fernsehfilm)
- 1974: Aufbruch ins Glück (The Migrants) (Fernsehfilm)
- 1974: The Healers (Fernsehfilm)
- 1974: QB VII (Fernsehfilm, 2 Teile)
- 1975: Der Mann ohne Nerven (Breakout)
- 1975: Nevada Pass (Breakheart Pass)
- 1976: Helter Skelter – Die Nacht der langen Messer (Helter Skelter)
- 1976: Hunter (Fernsehserie, 1 Folge)
- 1977: Ich bin der Größte (The Greatest)